# Microrégion de Bananal
La microrégion de Bananal est l'une des six microrégions qui subdivisent la vallée du Paraíba Paulista dans l'État de São Paulo au Brésil.
Elle comporte 5 municipalités qui regroupaient 26 895 habitants en 2006 pour une superficie totale de 2 064 km².

## Municipalités[1]
- Arapeí
- Areias
- Bananal
- São José do Barreiro
- Silveiras